# Ponnani
Ponnani là một thành phố và khu đô thị của quận Malappuram thuộc bang Kerala, Ấn Độ.

## Địa lý
Ponnani có vị trí 10°46′B 75°54′Đ / 10,77°B 75,9°Đ Nó có độ cao trung bình là 0 mét (0 feet).

## Nhân khẩu
Theo điều tra dân số năm 2001 của Ấn Độ, Ponnani có dân số 87.356 người. Phái nam chiếm 48% tổng số dân và phái nữ chiếm 52%. Ponnani có tỷ lệ 74% biết đọc biết viết, cao hơn tỷ lệ trung bình toàn quốc là 59,5%: tỷ lệ cho phái nam là 77%, và tỷ lệ cho phái nữ là 71%. Tại Ponnani, 13% dân số nhỏ hơn 6 tuổi.